# 구스타프 키르히호프
구스타프 로베르트 키르히호프(독일어: Gustav Robert Kirchhoff, 1824년 3월 12일 - 1887년 10월 17일)는 전기회로, 분광학, 흑체 복사 등의 분야에 공헌한 독일의 물리학자이다. 그는 1862년에 흑체라는 말을 처음 만들어낸 장본인이며, 전기회로와 열역학 분야에 서로 다른 두 개의 키르히호프 법칙은 그의 이름을 딴 것이다.

## 생애
쾨니히스베르크에서 법률가인 아버지 프리드리히 키르히호프(독일어: Friedrich Kirchhoff)와 어머니 요아나 비트케(독일어: Johanna Henriette Wittke)의 아들로 태어났다. 1847년 쾨니히스베르크 대학교를 졸업하고, 수학 교수인 프리드리히 리헬로트(독일어: Friedrich Julius Richelot)의 딸 클라라 리헬로트(독일어: Clara Richelot)와 결혼하였다. 같은 해 베를린으로 이사하였다.
아직 학생이었던 1845년에 키르히호프의 전기회로 법칙을 발표하였다. 이는 원래 세미나 숙제로 작성한 것인데, 결국 키르히호프의 박사 학위 논문 주제가 되었다.
1850년 브레슬라우 대학교의 교수로 부임하였다. 1859년에는 열복사에 대한 키르히호프의 복사 법칙을 발표하였고, 1861년에 이를 증명하였다. 브레슬라우 대학교에서 로베르트 분젠과 함께 분광학에 대한 연구를 하였고, 1854년 분젠은 키르히호프를 하이델베르크 대학교로 초청하였다. 키르히호프는 이를 승락하여, 하이델베르크 대학교로 옮겨 연구를 계속하였다. 1861년에는 태양광의 스펙트럼을 분석하는 과정에서 세슘과 루비듐을 발견하였다.
후에 그는 자체의 열에 의해서 방출되는 빛의 스펙트럼 분포를 설명하는 경험적인 세 개의 가설을 제안하였다.
1. 뜨거운 고체는 연속적인 스펙트럼 분포를 갖는 빛을 생성한다.
2. 뜨겁고 희박한 기체는 기체의 에너지 준위에 따라 달라지는 띄엄띄엄 놓인 몇 개의 스펙트럼선으로 나타나는 스펙트럼 분포를 갖는다.
3. 뜨거운 고체와 고체를 둘러싼 고체보다 차가운 기체 전체가 복사하는 빛은 거의 연속적인 스펙트럼 분포를 갖지만, 기체 원자의 에너지 준위에 따라 달라지는 띄엄띄엄 떨어진 파장만큼의 빈 간격을 갖는다.

이러한 띄엄띄엄한 선의 존재는 훗날 보어 모형과 양자역학으로 설명되게 되고, 이들의 발전의 토대를 이루었다.
1875년 베를린 훔볼트 대학교의 수리물리학 교수가 되었다. 1887년 베를린에서 사망하였다.

## 같이 보기
- 그래프 라플라스 연산자
- 흑체